# Adam J. Graves
Adam J. Graves (* 1977) ist ein US-amerikanischer Philosoph, Filmemacher, Filmregisseur, Drehbuchautor, Autor und Filmeditor, der 2025 für einen Oscar in der Kategorie „Bester Real-Kurzfilm“ nominiert ist.

## Biografie
Adam J. Graves ist ein Philosoph, der zum Filmemacher wurde. Er hat einen BA in Südasienwissenschaften und einen Ph.D. in Religionsphilosophie von der University of Pennsylvania. Adam lebte lange in Indien und studierte dort an der Banaras Hindu University Sanskrit. Er widmete sich zudem einer durch Stipendien geförderten Forschung und setzte sich ehrenamtlich für etliche gemeinnützige Jugendorganisationen in Rajasthan und Bihar ein. Adam ist zudem Autor des Werks The Phenomenology of Revelation und Professor für Philosophie an der MSU Denver. Dort lehrt er Film und Philosophie und leitet Dphi, ein Zentrum, das die Schnittstelle von Philosophie, Film, Literatur und Kunst erforscht.
The Human Context (2020) ist ein Podcast Graves’, der Gespräche mit einigen der bedeutendsten Köpfe unserer Zeit enthält. Bemerkenswert sind besonders die Episoden Hitchcock: Film als Philosophie und ein Gespräch mit dem US-amerikanischen Theologen und Philosophen Dr. Cornel West. Ein Jahr später schrieb und produzierte Graves den Kurzfilm Cycle Vérité, bei dem er auch Regie führte. Der Film zeigt einen Englischprofessor, der auf der Suche nach seinem gestohlenen Fahrrad ist. Das führt dazu, dass er sich mit der schwierigen Beziehung zu seinem eigensinnigen Vater auseinandersetzen muss.
Mit seinem Kurzfilm Anuja von 2024 ist Graves für einen Oscar nominiert und erhielt weitere diverse Auszeichnungen. In Anuja wird die Geschichte eines begabten neunjährigen Mädchens erzählt, das zusammen mit seiner Schwester Palak vor einer lebensverändernden Chance steht, die die Bindung der Schwestern auf die Probe stellt und den Kampf von Mädchen auf der ganzen Welt widerspiegelt. Graves drehte den mehrfach preisgekrönten Film mit seiner Frau, Produktionspartnerin und multidisziplinären Künstlerin Suchitra Mattai. Das Paar hat einen gemeinsamen Sohn Devananda (Devan), der ebenfalls im Filmgeschäft tätig ist.
Ein weiteres Werk, an dem Graves mitwirkte, ist der Dokumentarkurzfilm seines Sohnes The Other Side of den Sun (2025), den er produzierte und schnitt. Im Film geht es um einen obdachlosen Mann mit Anishinabe-Abstammung, der einfallsreich darum kämpft, ein Stück Land im Herzen von Hollywood zurückzugewinnen.

## Filmografie (Auswahl)
- 2020: The Human Context (Fernsehserie; Drehbuch, Regie)
- 2021: Cycle Vérité (Kurzfilm; Regie)
- 2024: Anuja (Kurzfilm; Filmschnitt-Montage, Drehbuch, Regie)
- 2025: The Other Side of the Sun (Dokumentar-Kurzfilm; Filmschnitt-Montage)

## Auszeichnungen (Auswahl)
Foyle Film Festival 2024:
- Besondere Anerkennung in der Kategorie „Bester internationaler Film“ für Adam J. Graves, gemeinsam mit Suchitra Mattai, Krushan Naik, Mindy Kaling

HollyShorts Film Festival 2024:
- Gewinner in der Kategorie „Best Live Action“ (Oscar Qualifikation) Adam J. Graves, gemeinsam mit Ksheetij Saini, Aaron Kopp, Suchitra Mattai, Krushan Naik, Michael Graves

Montclair Film Festival (MFF) 2024:
- Gewinner des Audience Award in der Kategorie „Bester Kurzfilm“

New York Shorts International Film Festival 2024:
- Gewinner Großer Preis (Grand Prize) in der Kategorie „Bester Film“ Adam J. Graves, gemeinsam mit Michael Graves, Aaron Kopp, Suchitra Mattai, Krushan Naik

Gold List 2024:
- Gewinner Gold List Award in der Kategorie „Bester Kurzfilm“ Adam J. Graves, gemeinsam mit Krushan Naik, Suchitra Mattai, Mindy Kaling

Oscarverleihung 2025:
- nominiert Adam J. Graves und Suchitra Mattai für und mit dem Film in der Kategorie „Bester Real-Kurzfilm“